# Catada charalis
Catada charalis là một loài bướm đêm trong họ Erebidae.